# Hildegard
Hildegard (4 mei 758 — Thionville, 30 april 783) was een dochter van de belangrijke Frankische edelman Gerold van Vintzgouw en Emma. In 771 werd zij de derde vrouw van Karel de Grote. Ze is begraven in de abdij van St Arnulf te Metz.
Karel wilde haar zo graag als zijn nieuwe echtgenote, dat hij zijn toenmalige echtgenote zonder geldige aanleiding verstootte en daarmee ook zijn bondgenootschap met de Longobarden om zeep hielp, maar het politieke belang van Hildegard als lid van een prominente Schwabische familie was misschien groter. Ook was Hildegard volgens heersende opvattingen te jong om te trouwen (ze was dertien) en zeker te jong om direct al kinderen te krijgen (ze kregen hun eerste kind toen ze veertien was). Hun huwelijk werd dan ook algemeen als ongeldig beschouwd, totdat de paus als wederdienst voor de politieke hulp van Karel in 774 (dus na drie jaar) het huwelijk alsnog erkende. Hildegard volgde Karel op de meeste van zijn tochten en kreeg ook een aantal kinderen in Italië, Saksen en Aquitanië. Na twaalf jaar huwelijk en negen zwangerschappen stierf Hildegard in het kraambed. Kort voor haar dood heeft ze nog een schenking gedaan aan de abdij van St Arnulf in Metz. Ook Karel schonk deze abdij een hof op de dag na haar overlijden en Hildegard werd daar begraven.
Zij richtte vele kloosters en kerken op. Zo stichtte zij onder meer de abdij van Kempten. Hildegard is zalig verklaard. Haar feestdag is op 30 april. Zij is de beschermheilige van de zieken.
De kinderen van Hildegard en Karel waren:
1. Karel de Jongere (772-811), koning van Neustrië
2. Adelais (773-774), geboren tijdens het beleg van Pavia, maar overleden op de terugreis. Begraven in de abdij van St Arnulf te Metz
3. Pepijn (773-810), koning van Italië (heerste van 781 tot 810)
4. Rotrudis (775-839), verloofd met keizer Constantijn VI van Byzantium maar de verloving werd verbroken. Minnares van graaf Rorico van Maine
5. Bertrada (775-825), minnares van Angilbert, abt van Sint-Riquier. Door Lodewijk de Vrome van zijn hof verbannen toen hij keizer werd
6. Lodewijk de Vrome (778-840), koning van Aquitanië, keizer (heerste van 814 tot 840)
7. Lotharius (778-779), tweelingbroer van Lodewijk
8. Gisela (781 - rond 800), gedoopt in Milaan
9. Hildegard (783-783), 40 dagen oud geworden en begraven in de abdij van St Arnulf te Metz. Hildegard overleed aan de complicaties na haar geboorte.